# Rana község
Rana község (norvégul: Rana kommune) község Norvégiában, közel az ország földrajzi középpontjához. Közigazgatásilag Nordland megyéhez tartozik. Áthalad rajta az északi sarkkör. Közigazgatási központja Mo i Rana város.

## Földrajz
Területe az átlagos norvég községekéhez képest óriási, a negyedik legnagyobb az országban. Észak-Norvégia harmadik legnépesebb községe.

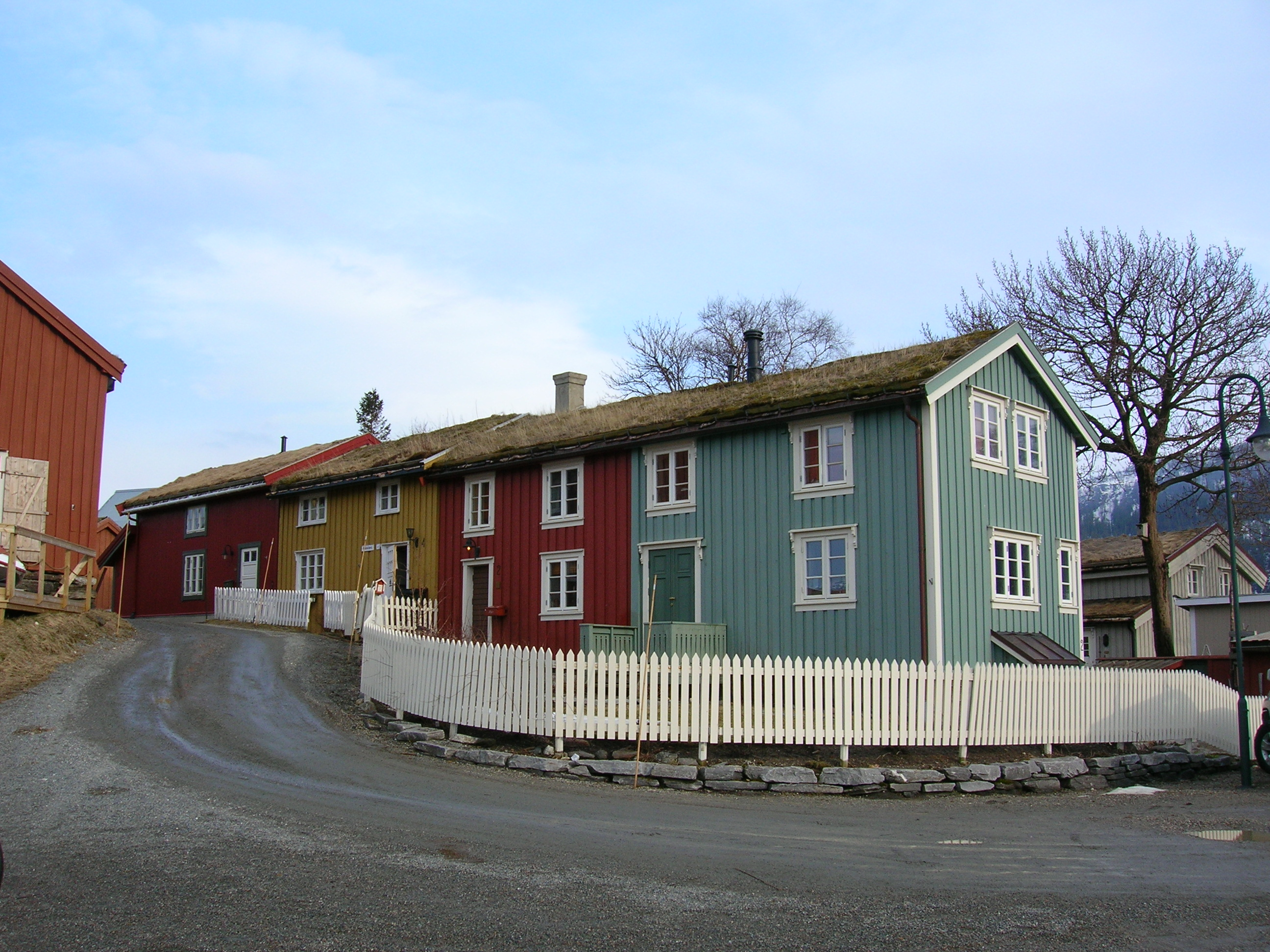
Utcarészlet Mo i Rana Moholmen városrészében

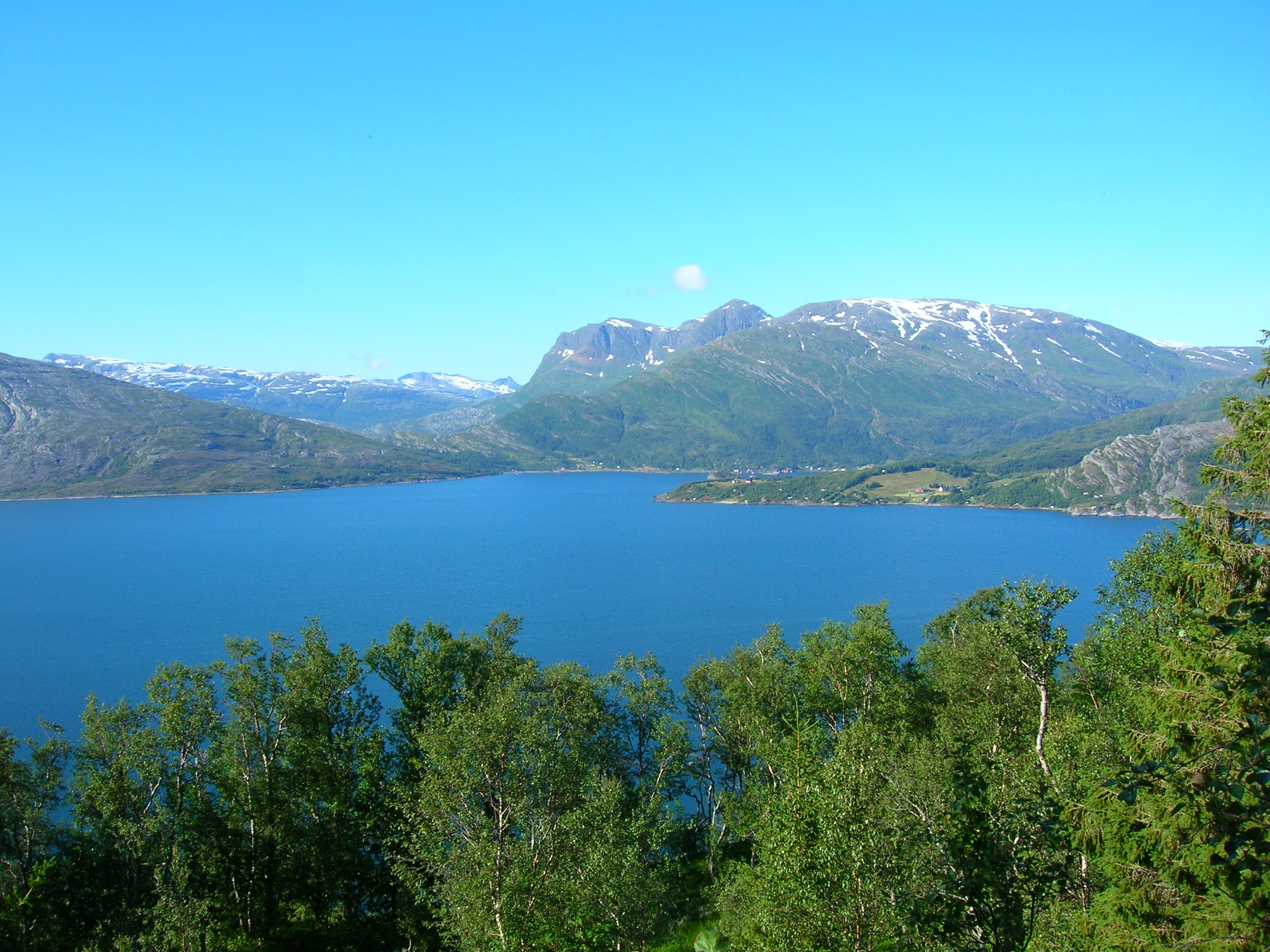
A Nordsjona fjord Rana nyugati részében

## Történelem
A régi Rana községet 1839-ben Mo (1844-ig neve: Nord-Rana) és Hemnes (1844-ig Sør-Rana) községekre bontották. Mo falut (lásd Mo i Rana város) 1923-ban leválasztották róla és önálló város, illetve község lett, a megmaradt részek neve ekkor újra Nord-Rana lett. 1964-ben azonban Mót ismét egyesítették Nord-Ranával, az eredeti Rana néven.

## Települések
A község települései (200 lakos felett):
| Település   | Népesség | Megjegyzés         |
| ----------- | -------- | ------------------ |
| Alternes    | 214      |                    |
| Hauknes     | 2013     |                    |
| Mo i Rana   | 18 755   | A község székhelye |
| Storforshei | 646      |                    |